# Governatorato di Kutaisi
Il Governatorato di Kutaisi (in russo Кутаисская губерния?; in georgiano ქუთაისის გუბერნია?) è stato uno dei guberniya dell'Impero russo. Corrispondeva approssimativamente alla maggior parte della Georgia occidentale e della provincia di Artvin (ad eccezione dei distretti di Hopa e Yusufeli) della Turchia tra il 1878 e il 1917. Venne creato da una parte dell'ex Governatorato della Georgia-Imerezia nel 1846. Comprendeva anche l'uez di Akhaltsikhe prima della sua cessione al Governatorato di Tiflis nel 1867.

## Demografia
Nel 1897, 1.058.241 persone vivevano nell'oblast. I georgiani costituivano la maggioranza, l'82,1% della popolazione inclusi gli imereti e i mingreli, che furono separati nel censimento in base al loro dialetto e alla loro lingua.

### Gruppi linguistici nel 1897[1]
| TOTALE                                    | 1.058.241 | 100%  |
| ----------------------------------------- | --------- | ----- |
| Georgiani                                 | 343.929   | 32,5% |
| Imereti (dialetto del georgiano standard) | 270.513   | 25,6% |
| Mingreli                                  | 238.655   | 22,6% |
| Abkhazi                                   | 59.469    | 5,6%  |
| Turchi                                    | 46.665    | 4.4%  |
| Armeni                                    | 24.043    | 2,3%  |

## Divisioni amministrative
Il Governatorato di Kutaisi era composto dai seguenti uezd e okrug:
- Uezd di Kutaisi
- Uezd di Lechkmum
- Uezd di Zugdidi
- Uezd di Ozurget
- Uezd di Racha
- Uezd di Senak
- Uezd di Shorapan
- Uezd di Sukhumi
- Okrug di Batumi (formato nel 1878 dopo il Trattato di Berlino)
- Okrug di Artvin (formato nel 1878 dopo il Trattato di Berlino)